# ビンテージ・ピアノ
ビンテージ(英：vintage)をヴィンテージと書くこともある。
ビンテージとは、古いだけではなくて、年月を経たので「味わい」が出たものを指す。従って、古いがそれなりの価値が加わった品物と言える。
ジーンズ、骨董品、楽器、時計、車、カメラ、ウイスキー、ワインなどがビンテージ品である。
古くても大量生産と大量販売の品は希少価値が少ないので、ビンテージとは言わない。
ビンテージ・ピアノは、年代物のピアノで、古いなりに味のあるピアノを指す。
なお、有名な音楽家が使用してきたような世界的な名器が、ビンテージ・ピアノとして販売されている。「ビンテージ・ピアノ」または「ヴィンテージ・ピアノ」という言葉は、東京都あきる野市のピアノ修復師、大庭誠司が創作した造語である。大庭誠司は、2007年に、いわゆる「世界三大ピアノ」を用いてコンサートを開催したが、その際、製造から50年から100年を経過して熟成され、かつ丁寧に修復されたピアノの名器が使用された。大庭誠司がこれらのピアノを「ヴィンテージ・ピアノ」と命名し、それまで「アンティーク・ピアノ」としか呼び倣わされていなかった楽器に初めて「ヴィンテージ・ピアノ」という言葉を使用した。

## ビンテージ楽器
ビンテージ楽器としてヴァイオリンはストラディバリウス、ギターはレスポール、サクソフォンはセルマー・マーク6が有名である。

## ビンテージ・ピアノのメーカー
- スタインウェイ
- ベーゼンドルファー
- ベヒシュタイン
- ザウター
- ザイラー・ピアノフォルテファブリック
- 大正時代のヤマハ

## ビンテージ・ピアノの修復
ビンテージ・ピアノは、壊れていたり、調律が狂っていても、豊かな経験としっかりした技術を持った技術者が手がければ蘇る。
今まで粗大ごみとして迷惑がられていたピアノが、修理・調律によって価値の高いピアノに生まれ変わることがある。